# Trận Tát Thủy
Trận Tát Thủy (tiếng Triều Tiên: 살수대첩, Hán - Việt: Tát Thủy chi chiến) là 1 trận đại chiến quy mô lớn giữa đại quân 30 vạn quân nhà Tùy và quân Cao Câu Ly với quân số ít hơn nhiều. Trận chiến này diễn ra vào mùa đông năm 612 dưới thời kì trị vì của Tùy Dạng Đế của nhà Tùy và Anh Dương Vương của Cao Câu Ly. Trận Tát Thủy nằm trong một loạt các trận đánh diễn ra từ năm 598 đến năm 614 giữa Tùy và Cao Câu Ly trong khuôn khổ chiến tranh Tùy - Cao Câu Ly. Trận đánh này kết thúc với chiến thắng vang dội của quân đội Cao Câu Ly, nhưng không thể làm Tùy Dạng Đế từ bỏ quyết tâm chinh phục Cao Câu Ly dù rằng đây là trận chiến gây ra nhiều tai họa về sau.
Về sau, nhà Tùy liên tiếp mở các chiến dịch quân sự mới vào năm 613 và năm 614. Cuộc tấn công xâm lược năm 613 phải đình lại bởi cuộc nổi loạn của tướng Dương Huyền Cảm; còn cuộc tấn công xâm lược năm 614 bị bãi bỏ sau khi Cao Câu Ly đồng ý giao nộp Hộc Tư Chính (斛斯政), một phản tướng của nhà Tùy chạy sang Cao Câu Ly cho Dạng Đế xử tử. Tùy Dạng Đế đã dự định mở một cuộc xâm lược vào năm 615, nhưng đế quốc Tùy lúc này đã quá suy yếu vì những mâu thuẫn nội tại trong lòng nó. Nhiều cuộc khởi nghĩa chống lại sự tàn bạo của Dạng Đế đã bùng nổ, và bản thân binh sĩ cũng không muốn phục vụ cho các cuộc chiến tranh liên miên của Dạng Đế nữa.
Trận đánh này là 1 trong những đại thắng chứng tỏ tài năng cầm binh của các tướng lĩnh Cao Câu Ly trong cuộc chiến với các triều đại Trung Quốc mà trước khi cờ tới tay Dương Vạn Xuân (Yang Manchun) và Uyên Cái Tô Văn trong chiến tranh chống lại Nhà Đường thì Ất Chi Văn Đức (Eulji Mundok) là người đầu tiên làm nên điều vinh dự đó.

## Bối cảnh trước trận đánh
Những hoạt động bành trướng của Cao Câu Ly đã động chạm đến thế lực của nhà Tùy, khiến mối quan hệ giữa hai quốc gia càng thêm căng thẳng. Những hoạt động quân sự của Cao Câu Ly ở Liêu Ninh đã chọc tức nhà Tùy, dẫn đến cuộc chiến tranh giữa hai quốc gia vào năm 598. Sau khi Tùy Văn Đế qua đời, Tùy Dạng Đế tiếp tục thực hiện mưu đồ xâm chiếm Cao Câu Ly bằng các chiến dịch năm 612, 613, 614. Cuộc tấn công xâm lược năm 612 là một trong những chiến dịch mang lại nhiều tai họa nhất cho đế quốc Tùy. Một nhóm 9 đạo quân - gồm 30 vạn 5 nghìn người - đã tấn công Cao Câu Ly tại khu vực sông Liêu và chọc thủng các phòng tuyến của Cao Câu Ly, tiến sát đến kinh đô Bình Nhưỡng, chuẩn bị hội quân với thủy quân Tùy - vốn mang theo viện binh và lương thảo. Tuy nhiên thủy quân Tùy đã bị thủy quân Cao Câu Ly đánh cho tan tác trên biển, vì vậy 30 vạn quân bộ không thể nào có đủ lương thảo và các thiết bị cần thiết để tiến hành công phá Bình Nhưỡng và buộc phải rút lui. Quân Cao Câu Ly nhanh chóng nắm bắt cơ hội và tiến hành phản công, nhằm đẩy lùi quân Tùy ra khỏi lãnh thổ.
Trước kia, trong khi Dạng Đế hội kiến với Khải Dân khả hãn thì cũng vừa lúc sứ thần Cao Câu Ly cũng ở đó, và Khải Dân giới thiệu sứ thần này Dạng Đế. Dạng Đế thông qua sứ thần, yêu cầu vua Cao Câu Ly đến triều kiến mình, nhưng vua Cao Câu Ly không hồi đáp. Điều này khiến Dạng Đế tức giận và trở thành một duyên cớ để ông xâm lược Cao Câu Ly.
Năm 610, Hoàng môn thị lang Bùi Củ tâu với Tùy Dạng Đế rằng đất Cao Câu Ly nguyên là đất cũ của Nhà Hán, nhà Tấn, nên có thể chinh phục lại lãnh thổ xưa. Tùy Dạng Đế bèn sai Ngưu Hoằng tuyên chỉ, muốn vua Cao Câu Ly là Anh Dương vương sang triều kiến ông ở Trác Châu, nhưng vua Cao Câu Ly không theo. Lấy cớ Cao Câu Ly bất tuân mệnh, vào tháng 2 năm 611, Tùy Dượng Đế xuống chiếu thảo phạt Cao Câu Ly, chuẩn bị khoảng 300 thuyền chiến lớn. Tháng 4, ông tới Trác quận, ngự ở cung Lâm Sóc, rồi tuyển mộ 1 vạn thủy thủ của Giang Hoài, 3 vạn cung thủ, và ra lệnh cho dân Hà Nam, Hà Bắc làm phu đi theo đoàn quân. Quân chinh phạt bị thúc ép tiến nhanh, ngày đi đêm không nghỉ, rốt cục nhiều người chết dọc đường.
Dạng Đế còn điều dân phu vận chuyển lương thực cho cuộc chiến tranh với Cao Câu Ly đến hai trấn Lô Hà, Hoài Viễn. Tuy nhiên lúc này quân đội đã mệt mỏi và tổn thất quá nửa mặc dù còn chưa giao chiến, một số chết vì mệt mỏi và dịch bệnh, một số đào ngũ. Dạng Đế lại bắt ép các hộ dân phải cống lương thực cho quân đội theo đầu người, còn quan lại thì lại nhân đó thu thêm nhiều lương thực cho đầy túi riêng. Nhân dân phải chịu sưu cao thuế nặng của triều đình, tình cảnh ngày một bi đát hơn. Một số người bỏ nhà đi làm cướp. Lòng dân ngày một oán hận triều Tùy. Quần hùng nổi lên, trong đó nổi bật nhất trong thời kì này là nghĩa quân của Đậu Kiến Đức.
Ngày Nhâm Ngọ tháng 1 năm 612, 30 đạo quân nhà Tùy gồm 1.131.800 người, giả xưng là 2 triệu quân, lại thêm khoảng 2 triệu dân phu, bắt đầu tiến công vào lãnh thổ Cao Câu Ly. Lục quân dưới quyền Vũ Văn Thuật, thủy quân dưới quyền Lai Hộ Nhi, Tùy Dạng Đế cũng đích thân dẫn quân. Đội quân thứ nhất của nhà Tùy bắt đầu hành quân 960 dặm tới sát biên giới Cao Câu Ly. Ngày Quý Tị, Tùy Dượng Đế thúc quân tiến đến Liêu Thủy. Quân Cao Câu Ly tổ chức phòng thủ chặt chẽ, quân Tùy không tiến lên nổi. Tả truân vệ đại tướng quân Mạch Thiết Trượng tự xin ra làm tiên phong, nhưng bị quân Cao Câu Ly đánh bại, quân Tùy chết trận rất nhiều. Mạnh Thiết Trượng và Sĩ Hùng, Đặng Xoa tử trận. Nhưng chỉ vài sau, khi hai quân giao chiến lần nữa, quân Tùy đánh bại được Cao Câu Ly một trận lớn ở Đông Ngạn, rồi thừa thắng tiến sang Liêu Đông. Ở những nơi đã chiếm được, Dạng Đế sai Vệ Văn Thắng và Lưu Sĩ Long đặt ra quận, huyện.
Các tướng nhà Tùy muốn tiến vào phía đông, tuy nhiên Dạng Đế lại bất ngờ ra lệnh rằng bất kì kế hoạch tiến quân nào cũng phải được sự đồng ý của ông trước khi thi hành. Trong khi đó, thành Liêu Đông bị vây hãm, quân Cao Câu Ly ở đó xuất chiến bất lợi phải cố thủ, người trong thành muốn xin hàng. Các tướng do nhớ đến lời dặn của Tùy Dạng Đế nên bèn đình chiến và trở về báo cáo với ông, người trong thành nhân đó tổ chức lại việc phòng bị. Do đó quân Tùy không thể công hạ được thành.

## Diễn biến

### Lực lượng hai bên
- Quân đội nhà Tùy: các tướng tham chiến chủ chốt là Vũ Văn Thuật, Vu Trọng Văn,... với quân số tham gia trận đánh là 30 vạn 5 nghìn người thuộc 9 đạo quân tiên phong dưới quyền Vũ Văn Thuật và Vu Trong Văn.
- Quân đội Cao Câu Ly: tướng lĩnh chỉ huy trận đánh là Ất Chi Văn Đức với quân số ước chừng khoảng hơn 1 vạn kị binh.

### Diễn biến chính
Theo kế hoạch của nhà Tùy, quân thủy và quân bộ sẽ cùng tiến lên, buộc quân Cao Câu Ly phải chia quân ra hai mặt trận. Quân bộ đánh phá phía tây nam trong khi quân thủy tấn công từ hướng đông nam, hai bên sẽ hội quân ở ngoại vi thành Bình Nhưỡng rồi cùng công hạ thành. Phần lớn khí cụ công thành, vũ khí, trang bị, lương thực đều tải bằng thuyền, quân bộ chỉ đem theo đủ dùng cho thời gian ngắn. Tuy nhiên, ở giai đoạn đầu cuộc chiến năm 612, trong khi quân thủy tiến lên khá thuận lợi thì quân bộ bị kháng cự dữ dội.
Ở mặt trận thủy chiến, Hữu vệ đại tướng quân Lai Hộ Nhi suất lĩnh thủy quân Giang, Hoài từ biển Hoàng Hải ngược dòng sông Đại Đồng tiến lên hơn trăm dặm, phá được quân Cao Câu Ly phòng thủ ở Phối Thủy bên bờ sông Đại Đồng cách thành Bình Nhưỡng thành khoảng 60 dặm dưới quyền Cao Kiến em Cao Câu Ly vương Cao Nguyên. Lai Hộ Nhi liền kéo 4 vạn quân đến cách thành Bình Nhưỡng 10 dặm. Hộ Nhi muốn thừa thắng tiến vào trong thành, Phó tổng quản Chu Pháp Thượng ngăn lại, cho rằng cần thông báo cho vua biết trước. Hộ Nhi không nghe, đem vạn quân đánh vào thành Bình Nhưỡng, nhưng bị quân Cao Câu Ly đánh cho tan tác, phải rút về Hải Phố.
Trong suốt nửa cuối mùa hè và cả mùa thu năm 612, sau khi chiếm được Liêu Đông, lục quân Tùy bị cầm chân ở khu vực sông Áp Lục và chậm chạp tiến về hướng đông để đến Bình Nhưỡng. Trong thời gian đó, thủy quân Tùy cũng cố gắng công hạ kinh đô của Cao Câu Ly nhưng bất thành, lại liên tục bị quân dân Cao Câu Ly đánh phá, đục thủng nhiều chiến thuyền. Tuy nhiên quân Tùy với lực lượng đông đảo vẫn thắng thế trên chiến trường, tiếp tục vây hãm thành Bình Nhưỡng. Quân Cao Câu Ly cố gắng tổ chức các cuộc tập kích chớp nhoáng bằng kị binh ở ngoại vi thành nhằm tiêu hao lực lượng quân Tùy.
Tháng 8 năm 612, quân tiên phong của Tùy dưới quyền chỉ huy của Vũ Văn Thuật vượt sông Áp Lục, tiến sâu vào nội địa Cao Câu Ly. Đến tháng 10 năm 612, trong khi thủy quân Tùy đã vây hãm thành Bình Nhưỡng thì lục quân Tùy mới tiến đến bờ sông Tát Thủy (Sansu), mà nay là sông Thanh Xuyên (Ch’ongch’on) ở khu vực Chagang, Triều Tiên. Nắm bắt được tình hình, tướng Ất Chi Văn Đức đã tiến hành cho đắp sẵn một con đập ở thượng nguồn để phục kích quân Tùy ở sông Tát Thủy. Ất Chi Văn Đức sau đó đã cho quân liên tục đến đánh phá và nhanh chóng rút lui để nhử dần quân Tùy về phía sông Salsu.
Khi quân Tùy tới bờ sông thì quân Cao Câu Ly với số lượng ít hơn nhiều đã nhanh chân rút qua sông để dụ quân Tùy đuổi theo. Do thấy mức nước quá nông nên các tướng lĩnh cánh tiên phong của nhà Tùy đã chủ quan, cho quân lội ào ào qua sông truy kích địch. Khi thấy địch vào bẫy, Ất Chi Văn Đức đã phá đập đã chuẩn bị sẵn ở thượng nguồn và theo đà nước tung quân tấn công dữ dội. Quân Tùy không kịp trở tay bị thua nặng, Vũ Văn Thuật cùng nhiều thuộc tướng vội vã bỏ chạy, trong khi nhiều tướng lĩnh khác bị quân Cao Câu Ly bắt sống. Theo sử ghi lại trong 30 - 35 vạn quân Tùy tiên phong vượt sông trong trận này thì chỉ còn khoảng 2700 người sống sót trở về.
Kết quả trận này khiến cùng với các cánh quân phối hợp khác chiến đấu bất lợi dẫn đến kết thúc cuộc xâm lược Cao Câu Ly lần thứ nhất của Dạng Đế Dương Quảng. Ngay cả cánh thủy binh có triển vọng nhất trên trận tuyến của Lai Hộ Nhi cũng vì ảnh hưởng trận này mà triệt thoái do lo ngại chủ lực quân Cao Câu Ly quay về phản công.

## Kết quả
Ảnh hưởng trận này khiến cho đại cục nhà Tùy cũng nhanh chóng chịu ảnh hưởng theo mặt xấu khi bóc lột, tăng thuế bách tính trăm họ nhằm trang trải chiến phí cho các cuộc xâm lược kế tiếp vào Cao Câu Ly dẫn đến dân chúng lầm than, quan lại tham nhũng hạch sách, hào kiệt nhân sỹ nổi dậy khiến cho quốc tộ nhà Tùy nhanh chóng đi đến hồi kết.